# Teutamus rollardae
Espèce
Teutamus rollardae est une espèce d'araignées aranéomorphes de la famille des Liocranidae.

## Distribution
Cette espèce est endémique de Sumatra en Indonésie,. Elle se rencontre entre 1 650 et 1 700 m d'altitude sur le Merapi.

## Description
La femelle holotype mesure 5,12 mm.

## Étymologie
Cette espèce est nommée en l'honneur de Christine Rollard.

## Publication originale
- Dankittipakul, Tavano & Singtripop, 2012 : Seventeen new species of the spider genus Teutamus Thorell, 1890 from Southeast Asia (Araneae: Liocranidae). Journal of Natural History, vol. 46, no 27/28, p. 1689-1730.